# Battaglia Terme
Battaglia Terme là một thị xã ở vùng Veneto của Italia. Thị xã này thuộc tỉnh Padova.
Battaglia nằm ở rìa cực đông đồi Euganeas, và có các suối nước nóng.

## Các đô thị kết nghĩa
- Tuttlingen, Đức
- Bischofszell, Thụy Sĩ